# Каніґувек
Каніґувек (пол. Kanigówek) — село в Польщі, у гміні Цеханув Цехановського повіту Мазовецького воєводства.
Населення — 89 осіб (2011).
У 1975-1998 роках село належало до Цехановського воєводства.

## Демографія
Демографічна структура станом на 31 березня 2011 року:
|          | Загалом | Допрацездатний вік | Працездатний вік | Постпрацездатний вік |
| -------- | ------- | ------------------ | ---------------- | -------------------- |
| Чоловіки | 48      | 10                 | 33               | 5                    |
| Жінки    | 41      | 7                  | 25               | 9                    |
| Разом    | 89      | 17                 | 58               | 14                   |